# ホーリネスの群
ホーリネスの群は（ほーりねすのむれ）は日本基督教団の中のホーリネス系の組織の一つ。四重の福音に立っているのが特徴。

## 歴史

### 東洋宣教会
1897年 日本メソジスト教会の伝道者であった中田重治はムーディー聖書学院に留学後、帰国後メソジストの巡回伝道師になった。
1901年　中田はメソジストを離れ、チャールズ・E・カウマン夫妻と共に神田神保町に中央福音伝道館と聖書学校を設立した。後にアーネスト・A・キルボン、笹尾鉄三郎もこの働きに加わった。1905年には東洋宣教会という組織になる。

### 日本ホーリネス教会
1917年 東洋宣教会日本ホーリネス教会となり、各地の伝道館は「教会」を呼称し、従来の超教派的伝道団体から一つの教団組織になり、中田はその初代監督に就任した。

### ホーリネス分裂
1933年、中田重治の特殊な再臨信仰の指導のために、信仰上同調出来なくなった聖書学院の五教授（車田秋次、米田豊、小原十三司、菅野鋭、一宮政吉）は、中田監督側と委員側（五教授の立場を支持する）に分かれて対立した。
1936年 和協分離が成立し、日本ホーリネス教会は五教授支持派の「日本聖教会」と中田支持派の「きよめ教会」とに和協分離した。

### 日本基督教団加入
1941年 自主的に合同して日本基督教団を組織した。日本聖教会はその第六部、きよめ教会は第九部としてこれに加わった。

### ホーリネスの群れ結成
1945年11月8日に空襲で焼け残った日本橋都心教会で復興感謝大会を開き、日本基督教団内でホーリネスの群れとして、ホーリネスを再建することを決め、組織と規約を審議した。1947年には伝道者育成のために東京聖書学校を設立した。

### 日本ホーリネス教団離脱
1949年6月　F.サベージの来日により、東洋宣教会からの協力の申し出があり、教団に留まっていたのではホーリネスの信仰を保てないと判断した人たちが、車田秋次、山崎亭治、尾花晃を中心として、日本ホーリネス教団を結成した。一方、日本基督教団にホーリネスの群れとして留まって、「強固な団結」をもってホーリネスの信仰を保つことを目指した人々は、小原十三司、一宮政吉、小出忍を指導者とした。
1954年　群れの教職者養成の「東京聖書学校」が日本基督教団認可の神学校になった。学校は、小原十三司が牧会していた淀橋教会構内にあり、校長は小原であった。小原没後は、小出忍が校長となった。

### 教団問題
1980年　東京聖書学校は、東京キリスト教短期大学より、東久留米市の土地を購入し、淀橋教会から東久留米に移転。この頃、いわゆる「教団問題」に絡んで、福音主義教会連合は独自の教師試験を行い、按手礼を行った。東京聖書学校卒業生からも教師試験、按手礼を受領する者が多数あった。ホーリネスの群に属する教会と牧師から教団を離脱する動きが起こり、そのことで激しい議論が数年間続いた。日本基督教団を離脱しようと志向するグループは、ホーリネスの群福音同志会を結成、独自に教師試験を行った。
1987年ホーリネスの群教会連合が離脱し独立する。1988年さらにホーリネス福音同志会が離脱し独立する。1988年（昭和63年）にはそれらの団体の教職養成のためウェスレアン・ホーリネス神学院を設立した。
1992年（平成4年） 「ホーリネスの群教会連合」と「ホーリネス福音同志会」が合同して、淀橋教会の峯野龍弘らにより「ウェスレアン・ホーリネス教会連合」(現、ウェスレアン・ホーリネス教団）が結成された。
1994年　東京聖書学校の卒業生が日本基督教団の教師となる者、福音同志会の教師となる者とに分かれ、学校教育の困難が伴ったため、東久留米の校舎を売却することを決定した。埼玉県吉川市に移転。東京聖書学校は原登（小松川教会）が校長となった。現在は、久多良木和夫長。